# Crispino Bergamaschi
Crispino Enrico Bergamaschi (* 15. Juni 1963 in Muri) ist ein schweizerisch-italienischer Ingenieur und Direktionspräsident der Fachhochschule Nordwestschweiz (FHNW).

## Leben
Bergamaschi absolvierte nach seinem Schulbesuch in Wohlen zunächst eine Ausbildung zum Elektromechaniker. Er studierte an der HTL Brugg-Windisch (die heute zur Fachhochschule Nordwestschweiz FHNW gehört) Elektroingenieurwesen. Nach seinem Abschluss 1986 studierte er an der ETH Zürich und wurde dort 1994 zum Dr. sc. techn. promoviert.
Er war zunächst Dozent am Abendtechnikum in Zürich und anschließend Professor für Mikroelektronik an der Fachhochschule Aargau (FHA). Er war Direktor Forschung und Entwicklung der Fachhochschule Aargau und als Mitglied der Schulleitung in der schulübergreifenden Strategieentwicklung der Fachhochschule Nordwestschweiz engagiert.
2001 wurde er vom Regierungsrat in Nachfolge von Hans Rudolf Troxler zum neuen Rektor der Hochschule für Technik+Architektur (HTA) der Fachhochschule Zentralschweiz, ab 2007 Hochschule Luzern – Technik & Architektur, gewählt. Er war Vorstandsmitglied der Fachkonferenz Technik, Architektur und Life Science (ftal). Am 27. Mai 2010 wählte ihn der Fachhochschulrat der FHNW als Nachfolger von Richard Bührer zum Direktionspräsidenten der Fachhochschule Nordwestschweiz FHNW. Er trat das Amt am 1. Januar 2011 an.
Bergamaschi ist verheiratet und Vater von zwei Kindern.